# George Ernest Shelley
George Ernest Shelley (15 de maio de 1840 – Londres, 29 de novembro de 1910) foi um geólogo e ornitólogo inglês.

## Vida
Depois de estudar na Inglaterra e no Lycée de Versailles, ele ingressou na Guarda Granadeiro em 1863, onde ascendeu ao posto de capitão alguns anos depois. Em nome do governo sul-africano, ele empreendeu uma viagem de pesquisa geológica. Mais tarde, ele também explorou o Egito. Em 1889 ele se casou com Janet Andrews. Deste casamento nasceram uma filha e dois filhos.
Os trabalhos ornitológicos padrão de Shelley incluem: Catálogo do Picariæ na Coleção do Museu Britânico. Scansores e Coccyges contendo as famílias Indicatoridæ, Capitonidæ, Cuculidæ e Musophagidæ (1874), A Monograph of the Cinnyridæ, or Family of Sun Birds (1876–1877), A Handbook to the Birds of Egypt (1878) e A Monograph of the Nectariniidae (1880). Sua principal obra, The Birds of Africa, foi publicada em cinco volumes entre 1896 e 1912. A última parte da obra foi concluída por William Lutley Sclater (1863-1944) e publicada postumamente.
Em 1906, um ataque de plegia pôs fim à sua obra. Sua coleção, que consiste em 7 235 espécimes preservados, é mantida no Museu Britânico.
Shelley descreveu cientificamente 37 táxons de aves africanas pela primeira vez, incluindo o andorinhão-claro (Apus pallidus), o agapornis-morango (Agapornis lilianae), o Grantastrild (Pyrenestes minor), o quebra-sementes ruivo (Spermophaga ruficapilla), o marron-bandado Tarambola (Charadrius forbesi) e chapim-avermelhado da Somália (Melaniparus thruppi). Várias espécies de aves também receberam o nome de Shelley, como a coruja-bandeira (Bubo shelleyi), a margarida-de-manto-vermelho (Cryptospiza shelleyi), o shelley francolin (Francolinus shelleyi) e o pássaro solar de peito escarlate (Cinnyris shelleyi).

## Livros[5]
- A Handbook to the Birds of Egypt (1872)
- A Monograph of the Nectariniide, or Family of Sun Birds (1876-80)
- The Birds of Africa (1896)
- Catalogue of the birds (1891)